# ARM Cortex-A17
Le Cortex-A17 est un processeur ARM de la 3e génération des ARM Cortex-A. Il est équivalent au Cortex-A15 au niveau des performances, mais est plus économe en énergie. Il vise les appareils milieu de gamme.
Il est destiné à remplacer le Cortex-A12, dont aucun modèle n'est sorti, en y apportant à la fois une plus grande puissance de calcul (60 % par rapport au A9, contre 40 % pour la A12 par rapport au A9), et une meilleure efficacité énergétique. Il est également prévu pour pouvoir fonctionner à des fréquences d'horloge supérieures à 2 GHz.
Il jouera le rôle de big dans l'architecture big.LITTLE.
Il est conçu pour fonctionner avec le GPU ARM Mali-T720, ainsi que le VPU ARM Mali-V500 et le processeur graphique 2D ARM Mali-DP500.
La première implémentation annoncée a été le SoC Rockchip RK3288 en janvier 2013 au Consumer Electronic Show de Las Vegas. ARM n'ayant pas encore, à cette époque, officialisé les spécifications de ce processeur, il s'est ensuivi des questions, et les commerciaux ont changé la plaque disant qu'il s'agissait d'un A12. Le Mediatek MT6595 est le second SoC annoncé qui devrait utiliser cette technologie.
Le 11 février 2014, MediaTek annonce le MT6595, le premier SoC utilisant big.LITTLE avec le Cortex-A17. Ce sera un huit cœurs, utilisant quatre cœurs Cortex-A17 à 2,5 GHz et quatre cœurs Cortex-A7 à 1,7 GHz. Il comportera un GPU PowerVR de la Series6 (« Rogue »).
Les premiers produits sortis avec du Cortex-A17 sont sortis au mois d'août 2014, équipés de SoC Rockchip RK3288, principalement des settopbox, des PC-on-a-stick et des cartes de développement. Les benchmark de ce quatre cœur Cortex-A17 ont montré des capacités équivalentes aux plus performants des octocores A15+A7.
Le premier produit contenant un octocore A17+A7 est le smartphone Meizu MX4, fonctionnant avec Android, équipé d'un MediaTek MT6595 et sorti en septembre 2014, une version Ubuntu Touch devrait suivre en décembre 2014, il serait alors le premier smartphone équipé de ce système et le premier sous un environnement GNU/Linux complet depuis plusieurs années.

## Spécificités
Les caractéristiques du Cortex-A17 sont les suivantes :
- Large Physical Address Extensions (LPAE), sur 40 bits, permettant de gérer jusqu'à 1 To de mémoire
- Virtualisation matérielle
- unité Thumb-2
- support de sécurité TrustZone
- unité de calcul flottant vectoriel VFPv4
- SIMD NEON
- Superscalaire (Partial dual issue instruction), huit niveaux de pipeline, exécution des instructions out-of-order.
- Support de la configuration big.LITTLE lui permettant d'être connecté avec un ou plusieurs Cortex-A7 dans un même SoC.

Parmi les unités qui ne sont pas incluses dans le cœur lui-même, mais qui l'accompagnent et lui permettent de travailler en cohérence avec d'autres cœurs du même type, on peut noter :
- Un cache cohérent niveau 2 optionnel
- L'unité de débogage et traçage CoreSight SoC-400
- Le bus AMBA 4 Cache Coherent Interconnect (CCI), il peut être combiné avec la technologie CoreLink pour les échanges haut-débit avec les autres processeurs du SoC.
- Le SCU (Snoop Control Unit), chargé de la cohérence des caches.